# Baron (Saona i Loira)
Baron és un municipi francès, situat al departament de Saona i Loira i a la regió de Borgonya - Franc Comtat. L'any 2007 tenia 274 habitants.

## Demografia

### Població
El 2007 la població de fet de Baron era de 274 persones. Hi havia 100 famílies, de les quals 16 eren unipersonals (8 homes vivint sols i 8 dones vivint soles), 36 parelles sense fills, 36 parelles amb fills i 12 famílies monoparentals amb fills.
La població ha evolucionat segons el següent gràfic:
Habitants censats

### Habitatges
El 2007 hi havia 143 habitatges, 103 eren l'habitatge principal de la família, 37 eren segones residències i 3 estaven desocupats. 140 eren cases i 2 eren apartaments. Dels 103 habitatges principals, 76 estaven ocupats pels seus propietaris, 24 estaven llogats i ocupats pels llogaters i 3 estaven cedits a títol gratuït; 5 tenien dues cambres, 14 en tenien tres, 26 en tenien quatre i 58 en tenien cinc o més. 92 habitatges disposaven pel capbaix d'una plaça de pàrquing. A 39 habitatges hi havia un automòbil i a 63 n'hi havia dos o més.

### Piràmide de població
La piràmide de població per edats i sexe el 2009 era:
| Homes | Edats   | Dones |
| ----- | ------- | ----- |
| 0     | 95 o +  | 0     |
| 0     | 90 a 94 | 0     |
| 0     | 85 a 89 | 4     |
| 0     | 80 a 84 | 0     |
| 4     | 75 a 79 | 0     |
| 8     | 70 a 74 | 4     |
| 4     | 65 a 69 | 8     |
| 4     | 60 a 64 | 4     |
| 8     | 55 a 59 | 4     |
| 4     | 50 a 54 | 8     |
| 0     | 45 a 49 | 0     |
| 16    | 40 a 44 | 16    |
| 8     | 35 a 39 | 4     |
| 12    | 30 a 34 | 24    |
| 0     | 25 a 29 | 4     |
| 0     | 20 a 24 | 0     |
| 0     | 15 a 19 | 0     |
| 8     | 10 a 14 | 12    |
| 8     | 5 a 9   | 20    |
| 8     | 0 a 4   | 4     |

## Economia
El 2007 la població en edat de treballar era de 179 persones, 137 eren actives i 42 eren inactives. De les 137 persones actives 129 estaven ocupades (71 homes i 58 dones) i 8 estaven aturades (2 homes i 6 dones). De les 42 persones inactives 19 estaven jubilades, 13 estaven estudiant i 10 estaven classificades com a «altres inactius».

### Ingressos
El 2009 a Baron hi havia 104 unitats fiscals que integraven 286,5 persones, la mediana anual d'ingressos fiscals per persona era de 18.649 €.

### Activitats econòmiques
Dels 11 establiments que hi havia el 2007, 2 eren d'empreses de fabricació d'altres productes industrials, 4 d'empreses de construcció, 3 d'empreses de comerç i reparació d'automòbils, 1 d'una empresa d'hostatgeria i restauració i 1 d'una empresa de serveis.
Dels 5 establiments de servei als particulars que hi havia el 2009, 2 eren paletes, 1 guixaire pintor, 1 empresa de construcció i 1 restaurant.
L'any 2000 a Baron hi havia 13 explotacions agrícoles que ocupaven un total de 567 hectàrees.

## Poblacions més properes
El següent diagrama mostra les poblacions més properes.